# Blue Jay Way
Blue Jay Way (gemeint ist der Name einer Straße) ist ein Lied von den Beatles aus dem Jahr 1967, das auf dem Album und der Doppel-EP Magical Mystery Tour erschien. Text und Musik stammen von George Harrison, der das Stück auch singt.

## Entstehung
Harrison komponierte das Stück am 1. August 1967, als er mit seiner damaligen Frau Pattie, Freund und Tourmanager Neil Aspinall sowie Alex Mardas, dem Chef von Apple Electronics, einige Tage in Kalifornien verbrachte. Sie hatten eine Villa im 1567 Blue Jay Way in den Hollywood Hills in Los Angeles gemietet. Frisch aus England angekommen und vom langen Flug ermüdet, wartete man auf die Ankunft des ehemaligen Pressesprechers der Beatles, Derek Taylor, und dessen Frau. Taylor rief an und teilte mit, dass man sich verspäten werde. Harrison erklärte ihm den Anfahrtsweg zur Villa, die etwas schwierig zu finden wäre. Taylor erwiderte, er werde es schon schaffen und könne zur Not auch einen Polizisten nach dem Weg fragen. Um sich die Zeit bis zur Ankunft der Taylors zu vertreiben, begann Harrison auf einer Hammond-Orgel zu spielen, die im Musikzimmer der Villa stand. Dabei entwickelte er eine Melodie und einen Text, der sein Warten auf die Taylors im Blue Jay Way thematisierte. Beim Eintreffen der Taylors war das Stück fast fertig.

“BLUE JAY WAY was at a time when I’d rented a house in Los Angeles on – Blue Jay Way, and I arrived there from England. I was waiting around for Derek and Joan Taylor who were then living in LA. I was very tired after the flight and the time change and I started writing, playing a little electric organ that was in the house. […] The mood is also slightly Indian.”

„BLUE JAY WAY war zu einer Zeit, als ich ein Haus in Los Angeles am Blue Jay Way gemietet hatte, und ich kam aus England dort an. Ich wartete auf Derek und Joan Taylor, die damals in L.A. lebten. Ich war nach dem Flug und der Zeitumstellung sehr müde und fing an zu schreiben und spielte eine kleine elektrische Orgel, die im Haus war. [...] Die Stimmung ist auch leicht indisch.“

## Aufnahme
Am 6. und 7. September sowie am 6. Oktober 1967 wurde Blue Jay Way in den Londoner Abbey Road Studios (Studio 2) mit dem Produzenten George Martin aufgenommen. Geoff Emerick war der Toningenieur am 6. September sowie am 6. Oktober der Aufnahmen, Peter Vince am 7. September. Darauf zu hören sind eine von George Harrison gespielte Orgel, ein mit Filtereffekten versehenes Schlagzeug von Ringo Starr, von George Martin arrangierte Streicher, ein monotoner Bass von Paul McCartney und sehr entfernt und fremdartig klingende Backing-Vocals von McCartney und John Lennon. Der Rhythmustrack von Blue Jay Way, einschließlich des Orgelparts, wurde am 6. September 1967 in einem Take aufgenommen. Entscheidend für die Aufnahme war ADT – künstliches Double Tracking, eine Technik, die 1966 vom Abbey Road-Toningenieur Ken Townsend erfunden wurde – die auf dem Song den Phaseneffekt gab. Der Gesang wurde am folgenden Abend aufgenommen. Die letzten Overdubs – Cello- und Tamburin – wurden am 6. Oktober hinzugefügt. Mark Lewisohn verglich den Studioaufwand, der für die Aufnahme von Blue Jay Way aufgebracht wurde, mit dem für Strawberry Fields Forever oder I Am the Walrus, da auf fast alle technischen Tricks zurückgegriffen wurde, die die – und ihre Tontechniker – bis dato für ihre Aufnahmen entwickelt hatten.
Das Ergebnis ist ein psychedelisches „Klangabenteuer“, das als charakteristisch für die kreative Schaffensphase der Beatles in den Jahren 1966 und 1967 gelten kann und ein typisches Beispiel für die technischen und künstlerischen Experimente ist, die die Beatles in dieser Zeit wagten.

Blue Jay Way makes fascinating listening for anyone interested in what could be achieved in a 1967 recording studio.

„Blue Jay Way macht faszinierendes Hören für alle, die daran interessiert sind, was in einem Aufnahmestudio von 1967 erreicht werden könnte.“

Besetzung:
- John Lennon: Hintergrundgesang
- Paul McCartney: Bass, Hintergrundgesang
- George Harrison: Hammondorgel, Gesang
- Ringo Starr: Schlagzeug, Tamburin
- Peter Willison: Cello

Die Abmischung von Blue Jay Way erfolgte am 7. November 1967 in Mono und Stereo.

## Magical Mystery Tour
Das Stück ist auch in dem Beatles-Film Magical Mystery Tour zu hören, der im Herbst 1967 gedreht wurde und am 26. Dezember desselben Jahres erstmals im britischen Fernsehen ausgestrahlt wurde.

## Veröffentlichung
- Am 27. November 1967 erschien in den USA Blue Jay Way erstmals auf einer Langspielplatte, dem Kompilationsalbum Magical Mystery Tour. Das Album wurde am 16. September 1971 in Deutschland und am 19. November 1976 in Großbritannien veröffentlicht.
- In Großbritannien und Deutschland wurde Blue Jay Way am 8. Dezember 1967 auf der Doppel-EP Magical Mystery Tour veröffentlicht.